# Wielki Patom
Wielki Patom (ros. Большой Патом, Bolszoj Patom) – rzeka w Rosji, w obwodzie irkuckim; prawy dopływ Leny. Długość 460 km; powierzchnia dorzecza 26 900 km².
Źródła na Wyżynie Patomskiej; w górnym biegu płynie w głębokiej dolinie; opływa od południa, zachodu i północy najwyższy masyw wyżyny; liczne progi; spławna w dolnym biegu.
Zamarza od października do maja; zasilanie śniegowo-deszczowe.